# Дискография Visage
Visage — британская синтипоп-группа, одна из лидеров модно-музыкального движения «новая романтика» в начале 1980-х годов.

## Студийные альбомы
| 1980                                                                                                   | Visage - Релиз: 10 ноября 1980 - Лейбл: Polydor - Формат: CD, CS, LP | 13 | 1  | 11 | 2 | 22 | 14 | 178 | UK: Серебряный GER: Золотой |
| 1982                                                                                                   | The Anvil - Релиз: март 1982 - Лейбл: Polydor - Формат: CD, CS, LP   | 6  | 41 | —  | — | 33 | 38 | —   | UK: Серебряный              |
| 1984                                                                                                   | Beat Boy - Лейбл: Polydor - Формат: CD, CS, LP                       | 79 | —  | —  | — | —  | —  | —   |                             |
| 2013                                                                                                   | Hearts and Knives - Лейбл: Blitz Club - Формат: CD                   | —  | —  | —  | — | —  | —  | —   |                             |
| Символ «—» означает, что релиз либо не участвовал в данном чарте, либо не был выпущен в данной стране. |                                                                      |    |    |    |   |    |    |     |                             |

## Сборники
| 1983                                                                                                   | Fade to Grey — The Singles Collection - Лейбл: Polydor - Формат: CD, CS, LP | 38 | UK: Золотой |
| 1993                                                                                                   | Fade to Grey — The Best of Visage                                           | —  |             |
| 1998                                                                                                   | Master Series                                                               | —  |             |
| 2001                                                                                                   | The Damned Don't Cry                                                        | —  |             |
| 2010                                                                                                   | The Face — The Very Best of Visage                                          | —  |             |
| Символ «—» означает, что релиз либо не участвовал в данном чарте, либо не был выпущен в данной стране. |                                                                             |    |             |

## Синглы
| 1979                                                                                                   | «Tar»                  | —  | —  | —  | — | — | —  | —  | —  | Visage                                |
| 1980                                                                                                   | «Fade to Grey»         | 8  | 7  | 1  | 1 | 3 | 24 | 12 | 10 | Visage                                |
| 1981                                                                                                   | «Mind of a Toy»        | 13 | 16 | 10 | — | — | 42 | —  | —  | Visage                                |
| 1981                                                                                                   | «Visage»               | 21 | —  | 41 | — | — | —  | —  | —  | Visage                                |
| 1982                                                                                                   | «The Damned Don’t Cry» | 11 | 22 | 39 | — | — | —  | —  | —  | The Anvil                             |
| 1982                                                                                                   | «Night Train»          | 12 | —  | —  | — | — | —  | —  | —  | The Anvil                             |
| 1982                                                                                                   | «Whispers»             | —  | —  | —  | — | — | —  | —  | —  | The Anvil                             |
| 1982                                                                                                   | «Pleasure Boys»        | 44 | —  | —  | — | — | —  | —  | —  | Fade to Grey — The Singles Collection |
| 1982                                                                                                   | «Der Amboss»           | —  | —  | —  | — | — | —  | —  | —  | Fade to Grey — The Singles Collection |
| 1984                                                                                                   | «Love Glove»           | 54 | —  | —  | — | — | —  | —  | —  | Beat Boy                              |
| 1984                                                                                                   | «Beat Boy»             | —  | —  | —  | — | — | —  | —  | —  | Beat Boy                              |
| 1993                                                                                                   | «Fade to Grey» (микс)  | 39 | —  | —  | — | — | —  | —  | —  | Fade to Grey — The Best of Visage     |
| 2013                                                                                                   | «Shameless Fashion»    | —  | —  | —  | — | — | —  | —  | —  | Hearts and Knives                     |
| 2013                                                                                                   | «Dreamer I Know»       | —  | —  | —  | — | — | —  | —  | —  | Hearts and Knives                     |
| Символ «—» означает, что релиз либо не участвовал в данном чарте, либо не был выпущен в данной стране. |                        |    |    |    |   |   |    |    |    |                                       |

## Видео
- Visage (1985)